# Today I Killed a Man
Today I Killed a Man (I didn’t know) is een lied geschreven door het Engelse singer-songwritersduo Roger Cook (geboren 1940) en Roger Greenaway (geboren 1938). Het is opgezet als een lied uit de Amerikaanse Burgeroorlog. De verteller in het liedje schiet een ‘rebel soldier’ – zo noemden de soldaten uit de zuidelijke staten zichzelf – dood. Verderop in het liedje wordt ‘Johnny Reb’ aangeroepen, de personificatie van de zuidelijke soldaat.

## P.J. Proby
Het nummer werd voor het eerst opgenomen door P.J. Proby op zijn lp Three Week Hero uit 1969. Onder de sessiemuzikanten die meededen met de opnamen, waren enkele beroemdheden, zoals alle latere leden van de band Led Zeppelin, de zanggroep The Family Dogg en Clem Cattini, ex-drummer van The Tornados. Het is niet bekend wie er precies op Today I Killed a Man spelen.
Het nummer werd in oktober 1969 als single uitgebracht. Het publiek van 1969 associeerde het liedje meteen met de uiterst impopulaire Vietnamoorlog. Toch deed de single niets in Groot-Brittannië of de VS, maar hij werd wel een hit in Nederland: een elfde plaats.
Cook en Greenaway vormden een succesvol duo. Ze schreven bijvoorbeeld voor The Fortunes, Blue Mink en The Cats. Onder de naam David and Jonathan maakten ze tussen 1965 en 1968 zelf ook platen.

### Hitnotering

#### Nederlandse Top 40
| Hitnotering: week 49/1969 t/m 2/1970 | Hitnotering: week 49/1969 t/m 2/1970 | Hitnotering: week 49/1969 t/m 2/1970 | Hitnotering: week 49/1969 t/m 2/1970 | Hitnotering: week 49/1969 t/m 2/1970 | Hitnotering: week 49/1969 t/m 2/1970 | Hitnotering: week 49/1969 t/m 2/1970 | Hitnotering: week 49/1969 t/m 2/1970 |
| Week:                                | 1                                    | 2                                    | 3                                    | 4                                    | 5                                    | 6                                    |                                      |
| ------------------------------------ | ------------------------------------ | ------------------------------------ | ------------------------------------ | ------------------------------------ | ------------------------------------ | ------------------------------------ | ------------------------------------ |
| Positie:                             | 22                                   | 15                                   | 11                                   | 13                                   | 16                                   | 27                                   | uit                                  |

#### NederlandseDaverende 30
| Hitnotering: 6-12-1969 t/m 23-01-1970 | Hitnotering: 6-12-1969 t/m 23-01-1970 | Hitnotering: 6-12-1969 t/m 23-01-1970 | Hitnotering: 6-12-1969 t/m 23-01-1970 | Hitnotering: 6-12-1969 t/m 23-01-1970 | Hitnotering: 6-12-1969 t/m 23-01-1970 | Hitnotering: 6-12-1969 t/m 23-01-1970 | Hitnotering: 6-12-1969 t/m 23-01-1970 | Hitnotering: 6-12-1969 t/m 23-01-1970 |
| Week:                                 | 1                                     | 2                                     | 3                                     | 4                                     | 5                                     | 6                                     | 7                                     |                                       |
| ------------------------------------- | ------------------------------------- | ------------------------------------- | ------------------------------------- | ------------------------------------- | ------------------------------------- | ------------------------------------- | ------------------------------------- | ------------------------------------- |
| Positie:                              | 20                                    | 18                                    | 14                                    | 13                                    | 15                                    | 19                                    | 27                                    | uit                                   |

## Andere versies
- De zanggroep The Family Dogg, die bij de lp van P.J. Proby de achtergrondzang had verzorgd, nam het nummer later in 1969 zelf op voor zijn lp A Way of Life.
- De Britse groep  White Plains nam het nummer in 1970 op als achterkant van zijn hitsingle I’ve Got You on My Mind. Het nummer staat ook op het album  White Plains.
- Roger Cook, een van de schrijvers, zette het nummer onder de artiestennaam Roger James Cooke in 1971 zelf op de plaat. De single had geen succes.
- De Noord-Ierse groep Chips (waarvan Linda Martin deel uitmaakte) bracht het nummer in 1971 als single uit. De plaat mocht niet worden uitgezonden op Raidió Teilifís Éireann. De Ieren waren bang dat het liedje de spanningen tussen katholieken en protestanten in Noord-Ierland zou aanwakkeren.[1]
- Het nummer staat op het live-album Live at the Talk of the Town van Blue Mink uit 1972.
- The Fortunes zetten het nummer op hun lp Storm in a Teacup uit 1972.